# Nicola Falde
Nicola Falde (Santa Maria Capua Vetere, 17 giugno 1917 – Roma, 17 marzo 1996) è stato un generale, giornalista e saggista italiano, ex agente SID.

## Biografia
Nasce a Santa Maria Capua Vetere il 17 giugno 1917. Il padre, titolare di un'officina che produce carrozze, muore poco dopo durante la prima guerra mondiale e lascia la famiglia in difficoltà economiche anche a causa dei debiti contratti per iniziare l'attività. Frequenta il Collegio Militare alla Nunziatella (oggi Scuola Militare Nunziatella) a Napoli e dopo il diploma decide di iscriversi all'Accademia Militare di Modena.
Nel 1939 è chiamato alle armi nella seconda guerra mondiale, combattendo prima sul fronte occidentale in Francia (1939-1940), poi in Libia, nel deserto nella zona di Tobruk e successivamente partecipando alla battaglia di El Alamein in cui viene ferito e fatto prigioniero dalle truppe britanniche. Curato in Egitto, passò la prigionia in India a Dehradun.
Rientrato in Italia al termine della guerra, continuò il servizio nell'esercito fino ad approdare al SID.
È stato nel SID (servizi segreti militari) dal 1966 all'aprile del 1969, prima alla direzione dell'ufficio U.I.S.E. (Euratom) fino alla fine del mese di giugno 1967, e poi dal 1º luglio 1967 all'ufficio REI (Ricerche Economiche e Industriali) in sostituzione del Colonnello Renzo Rocca, morto misteriosamente l'anno successivo, il 28 giugno 1968.
Nell'aprile 1969 lascia l'ufficio REI per imposizione dell'ammiraglio Eugenio Henke con cui aveva aperti contrasti e cessa anche il servizio militare.
In seguito (ottobre 1971 - aprile 1974) ha collaborato con l'agenzia OP, di cui è stato anche direttore in sostituzione temporanea del fondatore Mino Pecorelli dal 1º dicembre 1973 al 28 febbraio 1974.
Il suo nome è stato associato alla loggia massonica P2, alla quale fu associato e dal 1971 al 1975, quando, in seguito a propria richiesta conseguente ai contrasti avuti con il fondatore Licio Gelli, fu messo in sonno.